# Misery (romanzo)
Misery è un romanzo thriller scritto da Stephen King e pubblicato nel 1987, vincitore del Premio Bram Stoker.

## Trama
La storia inizia quando Paul Sheldon esce lentamente dal coma, recuperando gradualmente la memoria: è un popolare scrittore di romanzi, autore della serie Misery (la cui protagonista è Misery Chastain), ed è rimasto gravemente ferito in un incidente stradale durante una tempesta invernale fuori da Sidewinder (Colorado). La sua salvatrice, Annie Wilkes, è un'ex infermiera professionista che lo ha portato a casa propria per curarlo di persona. Per fortuna, Annie è la fan numero uno di Paul e attende impazientemente nuove pubblicazioni della sua serie preferita. Con il passare del tempo, però, Paul vede anche il rovescio della medaglia: Annie è mentalmente malata, non ha detto a nessuno dove lui si trovi, e ha un passato violento che comprende un periodo da serial killer.
La donna dimostra il suo squilibrio mentale iniziando ad abusare di Paul sia fisicamente che psicologicamente quando finisce la lettura del suo ultimo lavoro, Il figlio di Misery, in cui l'eroina muore dando alla luce un neonato. In seguito Annie costringerà Paul a bruciare il manoscritto del suo nuovo libro, Bolidi, unica copia esistente al mondo; poi, disgustata da un'inaspettata chiusura della serie Misery, obbliga Paul a scrivere un nuovo romanzo "solo per lei" riportando in vita la protagonista. Paul lavora sul libro, mentre l'umore di Annie continua ad oscillare raggiungendo limiti sempre più estremi. Quando Paul tenta di evadere, lei gli amputa il piede sinistro e un pollice e uccide un poliziotto che stava investigando sulla sua scomparsa. Mentre le autorità cominciano a stringere il cerchio intorno ad Annie, la situazione di Paul da critica diventa disperata (sia per la stesura del libro che per il tentativo di salvarsi la vita).
Dopo aver ultimato il libro, il più bel libro che abbia mai scritto secondo lo stesso scrittore, Paul lo brucia davanti agli occhi di Annie, che sconvolta prova a salvare le pagine dalle fiamme. Paul ne approfitta scagliandole la macchina da scrivere sulla schiena, tramortendola, quindi tenta di soffocarla con la carta bruciata; restia a morire, Annie ingaggerà una lotta forsennata con Paul, ma inciampa sulla macchina da scrivere e si procura una ferita mortale alla testa. Credendola morta, Paul si rifugia in bagno; i poliziotti irrompono in casa attirati dai suoi segnali dall'interno, ma gli riferiranno di non aver trovato nessuno nell'abitazione, a parte lui. Annie infatti sarà ritrovata morta vicino al fienile, intenta ad afferrare una motosega con la quale intendeva mutilare ulteriormente il suo scrittore preferito.
Rimesso in sesto dalla medicina e da una protesi di ultima generazione, Paul pubblicherà il manoscritto Il ritorno di Misery. Il manoscritto dato alle fiamme era in realtà un cumulo di fogli e appunti con annesso frontespizio, efficacissimo nel trarre in inganno Annie. Il pensiero della sua carceriera lo tormenta ogni notte e in ogni momento, un'ossessione tale da non permettergli più di scrivere ottenebrando la sua fantasia. Ma Paul sa che non è così. Visto un ragazzino a Manhattan con una puzzola in gabbia, Paul si domanda dove il giovane abbia trovato l'animale. Sarà lui stesso a decidere la storia del ragazzo e della puzzola, proprio con la sua fantasia. È l'inizio di un gioco fantastico; la conferma che la fantasia e il lavoro da scrittore sono stati salvaguardati dalla furia omicida di Annie.

## Genesi dell'opera
La stesura del romanzo è datata 23 settembre 1984 - 7 ottobre 1986.
L'idea di uno scrittore di romanzi popolari nelle mani di un'ammiratrice psicopatica venne all'autore durante un viaggio aereo verso Londra. Una volta giunto a destinazione, al Brown's Hotel, non riuscì a dormire e dovette assolutamente mettersi a scrivere. Il portiere lo condusse ad una scrivania dicendogli che era stata usata da Rudyard Kipling (per poi aggiungere, in seguito, che lo scrittore britannico vi era morto di colpo apoplettico, mentre stava scrivendo) e lì riempì 16 pagine di block notes.
In origine avrebbe dovuto essere un racconto da trentamila parole, intitolato The Annie Wilkes Edition, nel quale Annie costringeva Paul Sheldon a scrivere un altro romanzo e poi lo uccideva, per realizzare un'opera unica, un manoscritto olografo rilegato con la pelle dell'autore stesso. Ma i personaggi si rivelarono più complessi e la situazione iniziale si sviluppò naturalmente in una direzione diversa da quella prevista.
All'epoca, King faceva uso di droghe e alcol e la storia di Misery rifletteva inconsciamente la sua condizione di tossicodipendenza.

## Curiosità
- Il libro contiene un riferimento interno a un precedente lavoro di King, Shining.
- King disse che, nelle intenzioni, Misery doveva essere un nuovo lavoro di Richard Bachman (pseudonimo usato da King), subito dopo L'occhio del male.
- Nella settima stagione de I Griffin, nella puntata, Sulle tracce del passato, interamente dedicata a Stephen King, Stewie interpreterà il ruolo di Annie, mentre Brian quello di Paul.

## Film
William Goldman trasformò il libro in una sceneggiatura cinematografica usata per il film omonimo del 1990 diretto da Rob Reiner. James Caan e Kathy Bates hanno ricoperto i ruoli di Paul ed Annie. Lauren Bacall, Richard Farnsworth, e Frances Sternhagen sono i soli attori principali. Il film fu un successo per critica e pubblico, incessando 61 276 872 dollari contro un budget di 20 milioni. Per la sua interpretazione, Kathy Bates vinse un Oscar alla miglior attrice e il Golden Globe per la migliore attrice in un film drammatico. Inoltre Nel 1998, l'American Film Institute inserì la sua interpretazione al 17º posto nella classifica dei 50 migliori cattivi del cinema statunitense.

## Numeri ISBN
- ISBN 0-606-03859-0 (prebound, 1987)
- ISBN 0-670-81364-8 (copertina di stoffa, 1987)
- ISBN 0-451-16952-2 (mass market paperback, 1988)
- ISBN 84-01-49997-6 (copertina rigida, 1992)
- ISBN 0-573-01850-2 (copertina rigida, 1999)
- ISBN 0-7432-3359-X (mass market paperback, 2002)
- ISBN 0-7862-5020-8 (laminato, 2003)

## Edizioni
- Stephen King, Misery, traduzione di Tullio Dobner, collana Narrativa, Sperling & Kupfer, 1988, ISBN 88-200-0768-1.
- Stephen King, Misery, traduzione di Tullio Dobner, collana Pickwick, Piemme, gennaio 2014, ISBN 978-88-6836-155-6.